# Педиплен
Педиплен (на английски: prdiplain, от латински pedis – крак, подножие и на английски: pain – равнина) е повърхност, възникнала по пътя на заравняването по време на процеса на повърхностна денудация в подножията на стръмни планински склонове и тяхното постепенно отстъпване назад. За разлика от пенеплените, които се образуват по билата на планините, педиплените се разполагат в подножията на планините. Част от педиплените в подножията на планините са във вид на равнини, на места с остатъчни възвишения, изградени от твърди скали и такъв вид релеф се нарича педимент. Педиплените са характерни предимно за сухите, основно тропични райони на Африка.